# 蔡载经
蔡载经（1920年8月24日—2017年5月27日），福建厦门人，中华人民共和国政治人物，中国民主建国会中央委员会原常务委员、福建省委员会原主任委员，福建省政协原副主席，第六、七、八届全国委员会委员。